# The Porky Pig Show
The Porky Pig Show est une série d'animation américaine, coproduite par Warner Bros. Cartoons, mettant en scène Porky Pig. La série est initialement diffusée du 1964 au 1967 par ABC.

## Épisodes
| No. | 1er cartoon                       | 2e cartoon                    | 3e cartoon             | Date de diffusion originale |
| --- | --------------------------------- | ----------------------------- | ---------------------- | --------------------------- |
| 1   | Often an Orphan                   | Mice Follies                  | The Super Snooper      | 20 septembre 1964           |
| 2   | Awful Orphan                      | Bell Hoppy                    | Wild Wife              | 27 septembre 1964           |
| 3   | Scaredy Cat                       | Baton Bunny                   | Feather Dusted         | 4 octobre 1964              |
| 4   | The Wearing of the Grin           | The Unexpected Pest           | Which is Witch？       | 11 octobre 1964             |
| 5   | Thumb Fun                         | Ready, Woolen and Able        | Wise Quackers          | 18 octobre 1964             |
| 6   | The Prize Pest                    | Room and Bird                 | Early to Bet           | 25 octobre 1964             |
| 7   | Drip-Along Daffy                  | Too Hop to Handle             | Chow Hound             | 1er novembre 1964           |
| 8   | The Pest That Came to Dinner      | Goldimouse and the Three Cats | Two Crows from Tacos   | 8 novembre 1964             |
| 9   | Dog Collared                      | Strife with Father            | Feline Frame-Up        | 15 novembre 1964            |
| 10  | My Little Duckaroo                | A Fox in a Fix                | Much Ado About Nutting | 22 novembre 1964            |
| 11  | Fool Coverage                     | The Bee-Deviled Bruin         | Go Fly a Kit           | 29 novembre 1964            |
| 12  | Bye, Bye Bluebeard                | The Lion's Busy               | Speedy Gonzales        | 6 décembre 1964             |
| 13  | An Egg Scramble                   | Mouse and Garden              | Punch Trunk            | 13 décembre 1964            |
| 14  | Dime to Retire                    | Bad Ol' Putty Tat             | Kiss Me Cat            | 20 décembre 1964            |
| 15  | Jumpin' Jupiter                   | A Hound for Trouble           | Of Rice and Hen        | 27 décembre 1964            |
| 16  | Boston Quackie                    | A Bear for Punishment         | The EGGcited Rooster   | 3 janvier 1965              |
| 17  | Porky Chops                       | It's Hummer Time              | Mouse Warming          | 10 janvier 1965             |
| 18  | Boobs in the Woods                | The Hypo-Chondri-Cat          | Mixed Master           | 17 janvier 1965             |
| 19  | Riff Raffy Daffy                  | Swallow the Leader            | Three Little Bops      | 24 janvier 1965             |
| 20  | Dough for the Do-Do               | Gopher Broke                  | Pizzicato Pussycat     | 31 janvier 1965             |
| 21  | Duck Dodgers in the 24½th Century | Sleepy Time Possum            | The Honey-Mousers      | 7 février 1965              |
| 22  | Paying the Piper                  | Caveman Inki                  | Lumber Jerks           | 14 février 1965             |
| 23  | Deduce, You Say                   | Heir-Conditioned              | Cat's Paw              | 21 février 1965             |
| 24  | Rocket Squad                      | By Word of Mouse              | West of the Pesos      | 28 février 1965             |
| 25  | China Jones                       | Rabbit Rampage                | Mouse Mazurka          | 7 mars 1965                 |
| 26  | Cracked Quack                     | A Ham in a Role               | Sheep Ahoy             | 14 mars 1965                |